# Wenge Musica Maison Mère
 (août 2022).
Si vous disposez d'ouvrages ou d'articles de référence ou si vous connaissez des sites web de qualité traitant du thème abordé ici, merci de compléter l'article en donnant les références utiles à sa vérifiabilité et en les liant à la section « Notes et références ».
Wenge Musica Maison Mère est un orchestre musical congolais fondé en décembre 1997 par Didier Masela, Adolphe Dominguez, Werrason, “Il est dirigé par Werrason. Ce groupe a révélé des grandes stars congolaises comme Ferre Gola, Héritier Watanabe ou encore Fabregas,.
C'est l'un des deux groupes principaux issus de Wenge Musica, avec Wenge BCBG.

## Historique
À partir de 1981, le groupe Wenge Musica se produit avec succès en République démocratique du Congo et dans d'autres pays, dont en Europe. JB Mpiana commence l'enregistrement de son 1er album solo Feux de l'amour : il sort en mai 1997. Les concerts s'enchaînent. Pendant que Werrason, Adolphe Dominguez et Didier Masela ainsi que Ferré Gola sont présents à certains concerts à Abidjan, JB et une partie de l'ossature sont absents et inversement.
Finalement, le groupe se sépare en deux entités. Mpiana s'en va créer Wenge BCBG avec plus de 80 % de l'orchestre original composé d'Alain Makaba, Blaise Bula, Alain Mpela, Aimélia Lias, Ficarré Mwamba, Patient Kusangila, Titina Alcapone, Fils Zamuangana, Théo Bidens, Burkina Faso Mboka Liya, Narcisse Konga, Seguin Mignon Maniata, Roberto Ekokota et Tutu Callugi. D'un autre côté, on trouve Werrason, Adolphe Dominguez, Didier Massela, Ferre Gola, Japonais Maladi, Ali Mbonda, Christian Mabanga, Djolina Mandundila et Michael Tee, qui créent Wenge Musica Maison Mère.
Le 28 novembre 1998, Wenge Musica Maison Mère sort son 1er album, Force d'intervention rapide, composé de dix titres. Werrason signe trois d'entre eux : Chantal Switzerland, le remix de Kalayi Boeing et Freddy Movadi. Adolphe Dominguez signe Verset Oublier ? et Mission Impossible. Enfin, Didier Masela signe deux titres : P.D.G. Makambo et Likelemba.
Le 19 juin 1999, Wenge Musica Maison Mère se produit à Villejuif et le 4 septembre, donne un concert au Palais des sports de Paris, dont la VHS sort fin novembre 1999.
Tandis que Werrason prépare son premier album solo, Wenge Musica Maison Mère sort en décembre 1999 son second album, Solola Bien.
En décembre 2000 aux Kora Awards, Wenge Musica Maison Mère est nommé dans la catégorie « Meilleur groupe africain » ; la chanson Augustine est classée parmi les « Cinq chansons qui ont fait danser le Congo » par le magazine Jeune Afrique. Peu de temps après, Werrason devient le seul administrateur du groupe avec le départ d'Adolphe Dominguez et du père fondateur Didier Masela.
Le 28 décembre 2002, Werrason et Wenge Musica Maison Mère sort un 3e album autoproduit de 17 titres intitulé À la queue leu-leu.
En 2003, Werrason et Wenge Musica Maison Mère sortent le maxi-single de deux titres Tindika Lokito.
En 2004, après une tournée au Royaume-Uni, quelques musiciens clés du groupe décident de rester en Europe alors que le groupe rentre à Kinshasa. Ils créent l'orchestre Les Marquis de Maison Mère. Baby Ndombé quitte lui aussi le groupe mais ne suit pas ses anciens collègues.
Après cet épisode, Werrason recrute de nouveaux musiciens et sort le 12 décembre 2004 un EP de quatre titres intitulé Alerte Générale. Ils se produisent deux fois par jour au cours d'une tournée européenne qui dure de janvier à juillet 2005.
En 2006, Werrason et Wenge Musica Maison Mère sortent un maxi-single intitulé Sous-Sol et composé de cinq titres.
L’année 2008 est marquée par la sortie le 15 mai de l'album Temps Présent "Mayi ya Sika".
Enfin, le 15 août 2009 sort l'album Techno Malewa Sans Cesse volume 1. Sur cet album, sept titres sur huit sont crédités à Werrason. Le seul titre qui ne lui est pas crédité est Par Amour, œuvre d'Héritier Watanabe.
En août 2011 sort la suite de Malewa, intitulée Techno Malewa Suite & Fin : elle contient treize titres disposés sur un double album.
Flèche Ingeta sort le 20 décembre 2014 à Paris et le 5 janvier 2015 à Kinshasa. Il s'agit d'un album de trois CD pour un total de 28 pistes. Treize chansons sont signées Werrason, les quinze autres sont partagés entre les chanteurs, musiciens et « administrateurs » du groupe.

## Discographie
- 1998 : Force d'Intervention Rapide
- 1999 : Solola Bien
- 2000 : Terrain Eza Miné
- 2002 : À La Queue Leu Leu (Koyimbi Ko!)
- 2003 : Tindika Lokito (Maxi-Single)
- 2004 : Alerte Générale (Maxi-Single)
- 2006 : Sous-Sol (Maxi-Single)
- 2008 : Temps Présent, Mayi Ya Sika
- 2009 : Techno Malewa Sans Cesse, vol. 1
- 2010 : Diata Bawu (Maxi-Single)
- 2011 : Techno Malewa Suite & Fin, Vol. 1
- 2012 : Satellite +2 (Maxi-Single)
- 2013 : Education (Maxi-Single)
- 2014 : Flèche Ingeta
- 2019 : Formidable